# Parafia Najświętszego Serca Pana Jezusa w Woli Baranowskiej
Parafia Najświętszego Serca Pana Jezusa w Woli Baranowskiej – parafia rzymskokatolicka znajdująca się w diecezji sandomierskiej w dekanacie Baranów Sandomierski. 
Została erygowana 20 maja 1925 roku przez bp. Leona Wałęgę.
Dugoletnim proboszczem parafii był ks. kan.  Eugeniusz Baran (2008–2022). Od 2022 funkcję proboszcza pełni ks. mgr Sławomir Brzeski.

## Zasięg parafii
Do parafii należą wierni z miejscowości: Durdy, Knapy, Wola Baranowska.

## Miejsca kultu
- Kościół Najświętszego Serca Pana Jezusa w Woli Baranowskiej
- Kaplica Dobrego Pasterza w Durdach